# بيير هيرمانز
بيير هيرمانز (بالهولندية: Pierre Hermans)‏ هو لاعب هوكي الحقل هولندي، ولد في 16 مايو 1953 في Vught ‏ في هولندا.

## وصلات خارجية
- بيير هيرمانز على موقع أوليمبيديا (الإنجليزية)